# Беличий
Беличий — остров Шантарского архипелага. Площадь составляет около 70 км², длина — 20 км, ширина меняется от 1,5 до 7 км. От материка отделён проливом Линдгольма, от соседнего острова Малый Шантар — проливом Опасный. Остров покрыт лиственничным лесом.
Восточнее Беличьего на расстоянии 2—2,5 км лежат острова Северный, Средний и Южный.
Беличий вместе с соседними островами входит в Государственный природный заказник федерального значения «Шантарские острова». В 2013 году постановлением Правительства России образован Национальный парк «Шантарские острова», в состав которого вошёл и Беличий остров.